# Faucon taita
Falco fasciinucha
Pour les articles homonymes, voir Taita.
Espèce
Statut CITES
Statut de conservation UICN

 VU C2a(i); D1 : Vulnérable
Le Faucon taita (Falco fasciinucha) est une espèce de rapaces diurnes appartenant à la famille des Falconidae.
Son aire fragmentée s'étend à travers les plateaux d'Afrique orientale.